# Jan ten Hoopen (politicus)
Jan ten Hoopen (Leidschendam, 9 augustus 1946) is een Nederlands politicus. Van 12 juni 2001 tot 17 juni 2010 was hij lid van de Tweede Kamerfractie van het CDA. Ook was hij eerste ondervoorzitter van de Tweede Kamer.
Eerder was hij Tweede Kamerlid van 5 december 1995 tot 19 mei 1998. Ten Hoopen woont in Zoetermeer. Hij was eigenaar van een brood- en banketbakkerij in Zoetermeer, en tot 1995 voorzitter van het toenmalige Nederlands Christelijk Ondernemersverbond (NCOV); hierna was hij vicevoorzitter van MKB Nederland, waarin het NCOV na een fusie met het Koninklijk Nederlands Ondernemingsverbond (KNOV) was opgegaan. Ten Hoopen hield zich in de Kamer bezig met economische zaken (met name industriebeleid en midden- en kleinbedrijf), infrastructuurbeleid en fiscaal beleid (milieu- en eco-taks). Hij was vicevoorzitter van de parlementaire enquêtecommissie bouwnijverheid en ondervoorzitter van de commissie voor Financiën. Het programma Zembla toonde aan dat Ten Hoopen zelf commissaris was geweest van een bouwbedrijf waar gefraudeerd werd. Hij ontkende in het programma iets van de fraude te hebben geweten. Sinds 1 juni 2011 is Jan ten Hoopen voorzitter van Actal, het adviescollege voor toetsing van de regeldruk. Sinds 2013 is bij bovendien lid van de High Level Group of Independent Stakeholders on Administratieve Burdens (HLG). Deze groep is in 2007 opgericht door de Europese Commissie en staat onder voorzitterschap van dr. Edmund Stoiber.

## Tijdelijk voorzitter van de Tweede Kamer
Ten Hoopen was tijdelijk de voorzitter van de Tweede Kamer der Staten-Generaal tot het moment waarop de nieuwe Tweede Kamer der Staten-Generaal Gerdi Verbeet als nieuwe voorzitter koos.
- Parlement.com: vg09llm42gy5

1. ↑  De bouwfraude 20 jaar: een explosief dossier - Zembla - BNNVARA. Zembla. Gearchiveerd op 26 november 2021. Geraadpleegd op 26 november 2021.